# 1970 في بلجيكا
فيما يلي قوائم الأحداث التي وقعت خلال عام 1970 في بلجيكا.

## رياضة
- 1 يناير – طواف فلاندرز 1970
- 7 يونيو – جائزة بلجيكا الكبرى 1970 الفائز بيدرو رودريغيز (دراج).

## مواليد

### يناير
- 9 يناير – لارا فابيان
- 18 يناير – بيتر فان بيتيجيم درّاج طريق بلجيكي.
- 30 يناير – إيف فاندرهايغه لاعب كرة قدم بلجيكي.

### فبراير
- 5 فبراير – جون مارك جاومين
- 17 فبراير – كاترين ديبول ضابطة شرطة بلجيكية.

### مارس
- 10 مارس – ساندرا واسرمان لاعبة كرة مضرب بلجيكية.

### مايو
- 18 مايو – سيزار مونيز فيرنانديز حكم كرة قدم إسباني.

### أغسطس
- 20 أغسطس – إلس كالينز لاعبة كرة مضرب بلجيكية.

### سبتمبر
- 20 سبتمبر – غيرت فيرهاين لاعب كرة قدم بلجيكي.

### نوفمبر
- 10 نوفمبر – فريدي لويكس سائق رالي بلجيكي.

### ديسمبر
- 14 ديسمبر – نيكو فان كيركهوفن لاعب كرة قدم بلجيكي.
- 16 ديسمبر – نيكو إيكوت

## وفيات

### ديسمبر
- 12 ديسمبر – لويس زيمر (مواليد 1888) عالم فلك بلجيكي.